# Schizymenium nanum
Schizymenium nanum är en bladmossart som beskrevs av Thomas Taylor 1848. Schizymenium nanum ingår i släktet Schizymenium och familjen Bryaceae. Inga underarter finns listade i Catalogue of Life.